# Мамедоглу, Алескер
Алескер Мамедоглу (азерб. Ələsgər Məmmədoğlu; 9 февраля 1946, Баку — 21 декабря 2015, там же) — азербайджанский актёр театра и кино, Заслуженный артист Азербайджана (2002).

## Биография
В 1975 году окончил актёрский факультет Государственного института искусств. Через два года был принят в Государственный академический драматический театр как актёр. В 1982 году перешёл в Сумгаитский драматический театр, но в 1987 году вернулся в Баку, где, среди прочих сыграл следующие роли:
- Алямдар (Мирза Шафи)
- Гази (Сизи дейиб гялмишам)
- Сафар (Аликули женится)
- Джеллад (Макбет)
- Аджам (Кровавая Нигяр)
- Политический обозреватель (Мяним севимли дялим)
- Сторож (Озумузу кечян гылынч)
- Карашока (Сократы анма геджяси)

Играл в многочисленных кинофильмах. Больше всего известность получил ролью Алескера в фильме «Украли жениха». Последней для актёра стала роль в фильме «Хохан».
В ноябре 2015 года был госпитализирован с обострением онкологического заболевания. Несмотря на усилия врачей, скончался 21 декабря.
Похоронен на кладбище «Гурд гапысы» рядом с матерью.

## Фильмография
- 100 (1985)
- Работа № 777 (1992)
- Яблоко как яблоко (1975)
- Ищущий найдет (1980)
- Украли жениха (1986)
- Один раз на Кавказе (2003)
- Номер Один (1980)
- Сын волка (1997)
- Эвлари гойдалан йар (2010)
- Эвлари кондалан йар (1982)
- Гюллянма тахира салыныр (2003)
- Проблемы счастья (1976)
- Защищайте мужчин (2006)
- Операция «Свекровь» (1999)
- Карат (1990)
- В поезде (1981)
- Окна горя (1986)
- Незнакомец в стране чертей (1977)
- Чужой человек (1979)
- Гызыл учурум (1980)
- Мехманхана сахибаси (1978)
- Двор (2003)
- Мешади Ибад 94 (2005)
- Муха (2006)
- 1001 слово (1997)
- Музыкальный хаш (1984)
- Страницы жизни (1974)
- Полиглоты (1974)
- Сказка Валеха в жёлтой кофте (1980)
- Лев ушёл из дома (1977)
- Тегеран-43 (1981)
- Топал Теймур (1983)
- Свадьба (2005)
- Жизнь Узеира (1981)
- Привычка (1988)
- Мерзавец (1989)
- Человек с зелёной повязкой (1987)
- Человек с зелёной повязкой 2 (1999)
- История по дороге (1980)
- Хохан (2015)

## Награды
- Заслуженный артист Азербайджана (2002)